# ريناتو ريبيرو
ريناتو ريبيرو (بالبرتغالية: Renato Ribeiro‏) (28 أبريل 1985 في البرازيل - ) هو لاعب كرة قدم برازيلي في مركز الوسط. شارك مع منتخب البرازيل تحت 20 سنة لكرة القدم. أما مع النوادي، فقد لعب مع أتلتيكو مينييرو وباوليستا وبوتافوغو ريغاتاس ومكابي حيفا ونادي ساو كايتانو ونادي سبورت ريسيفه ونادي غواراني ونادي فاسكو دا غاما ونادي فيتوريا ونادي كورينثيانز وAssociação Desportiva Cabofriense ‏.

## وصلات خارجية
- ريناتو ريبيرو على موقع قاعدة بيانات كرة القدم.إي يو (الإنجليزية)
- ريناتو ريبيرو على موقع Soccerway.com (الإنجليزية)